# Федір Лутай
Федір Лутай (Фесько Лютай, Линчай) (роки народження і смерті невідомі) — український військовий діяч середини XVII століття, народився в селі Старий Биків. В 1625 році Биківський сотник, в 1637 — військовий осавул, 1638 — сотник Переяславського полку. Того ж року обирається кошовим отаманом Запорізької Січі. У 1639 році починає зводити Микитинську Січ. Тому іноді її називали Линчаківською. В 1647 ще раз обраний кошовим отаманом Запорізької Січі, на якій залишився у 1648 році. Багато допомагав Богданові Хмельницькому на початку національно-визвольної війни. 1649 року перейшов до Броварської сотні Київського полку.
Заснував близько 1652 Чортомлицьку Січ.

## Вшанування пам'яті
28 квітня 2023 року у місті Нікополь вулицю Мурманську перейменували на вулицю Федора Лутая.